# Nobeli
El nobeli és l'element químic sintètic de símbol No i nombre atòmic 102. Pertany al grup dels actinoides. Fou sintetitzat per primera vegada de forma fefaent el 1966 pel físic soviètic Gueorgui Fliórov i col·laboradors a l'Institut de Recerca Nuclear de Dubnà, Unió Soviètica. El nom fou proposat per un equip de científics estatunidencs, britànics i suecs que cregueren haver-lo sintetitzat el 1957. La proposta fou recolzada per un equip de la Universitat de Califòrnia a Berkeley que competia amb l'equip rus. Tots els isòtops que s'han aconseguit sintetitzar tenen períodes de semidesintegració molt curts, que no arriben a una hora, per la qual cosa ha estat impossible obtenir-ne una quantitat observable. La majoria de les seves propietats s'han determinat per mitjà de càlculs teòrics i amb algunes determinacions experimentals amb molt pocs àtoms. Per aquestes raons, el nobeli no té aplicacions.

## Història

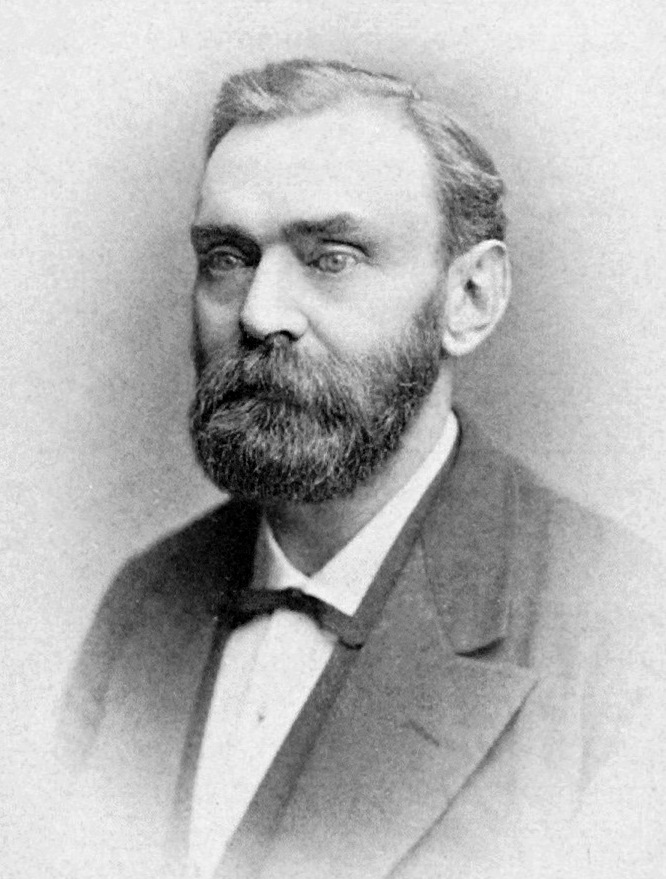
Alfred Nobel.

El primer intent de síntesi del nobeli fou el d'un equip internacional de científics estatunidencs de l'Argonne National Laboratory, britànics del Harwell Laboratory i suecs que treballaven a l'Institut Nobel de Física a Estocolm, Suècia, el 1957. Amb el ciclotró suec bombardejaren una mescla d'isòtops de curi, de nombres màssics entre 244 i 247, amb carboni 13 i comunicaren la síntesi d'un isòtop de nombre màssic 251 o 253, de l'element de nombre atòmic Z = 102, el qual es desintegrava emetent partícules α amb un període de semidesintegració d'uns 10 minuts. L'anomenaren nobeli en honor d'Alfred Nobel (1833-1896) el químic, enginyer, emprenedor i filàntrop suec i amb el símbol No. El descobriment fou prematurament acceptat per la Unió Internacional de Química Pura i Aplicada (IUPAC) abans que altres grups poguessin comprovar les dades. Les reaccions que presentaren foren:
{\displaystyle {\ce {^244_96Cm + ^13_6C -> ^253_102No + 4 ^1_0n}}}{\displaystyle {\ce {^244_96Cm + ^13_6C -> ^251_102No + 6 ^1_0n}}}

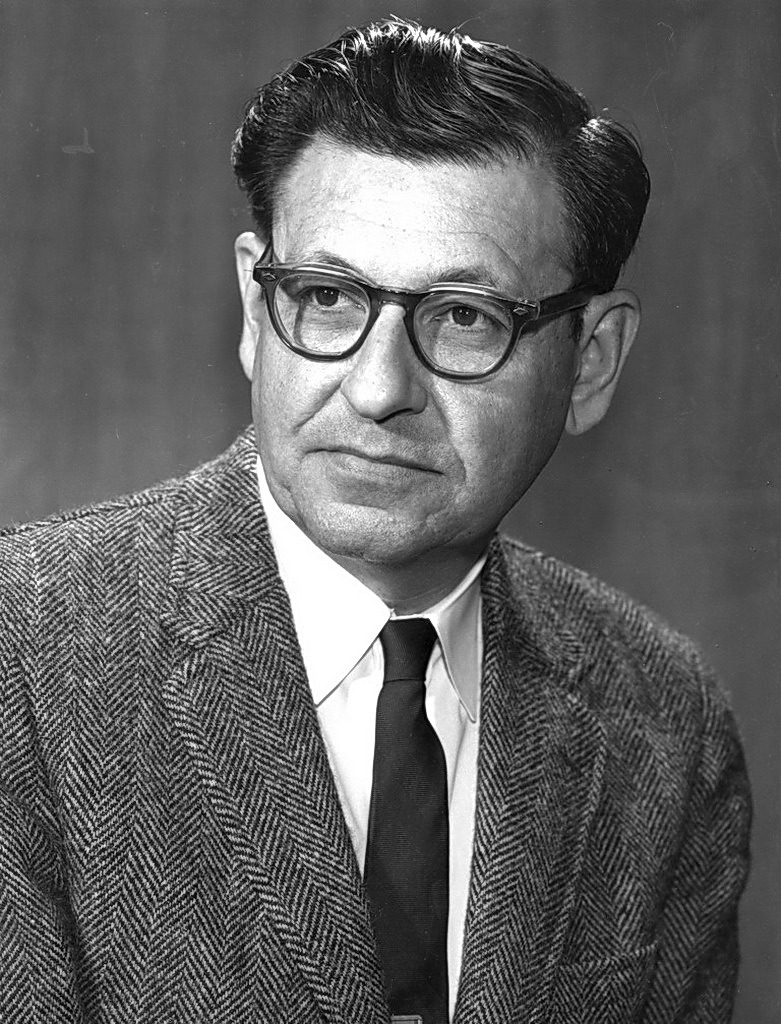
Albert Ghiorso.

Tanmateix, els resultats no pogueren ser confirmats experimentalment per un grup d'investigadors estatunidencs de la Universitat de Califòrnia a Berkeley, dirigits per Albert Ghiorso (1915-2010), ni per un altre d'investigadors soviètics de l'Institut d'Energia Atòmica de Moscou, dirigits per Gueorgui Fliórov (1913-1990). Aquests darrers presentaren el 1958 els resultats d'una nova síntesi bombardejant plutoni 241 (Z = 94) amb oxigen 16 (Z = 8) i determinant que el període de semidesintegració no superava els 40 segons. La reacció fou:
{\displaystyle {\ce {^241_94Pu + ^16_8O -> ^253_102No + 4 ^1_0n}}}
L'abril de 1958, els investigadors estatunidencs Albert Ghiorso (1915-2010), Torbjørn Sikkeland (1923-2014), J. R. Walton i Glenn T. Seaborg (1912-1999) de la Universitat de Califòrnia a Berkeley, comunicaren haver obtingut l'isòtop de nombre màssic 254 com a producte del bombardeig de curi amb ions de carboni a l'accelerador lineal d'ions pesants HILAC. En concret bombardejaren un blanc de curi amb un 95 % de curi 244 i un 4,5 % de curi 246, amb cations carboni 12. La reacció és:
{\displaystyle {\ce {^246_96Cm + ^12_6C -> ^254_102No + 4 ^1_0n}}}

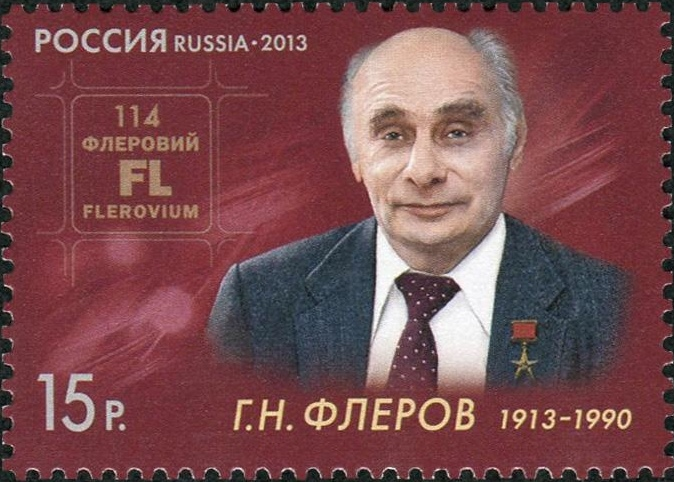
Gueorgui Fliórov.

Per altra banda, l'equip soviètic passà a treballar el 1962 a l'Institut de Recerca Nuclear de Dubna, prop de Moscou, amb un ciclotró més potent i amb ell aconseguí sintetitzar l'isòtop nobeli 252 bombardejant urani 238 amb cations de neó 22:
{\displaystyle {\ce {^238_92U + ^22_10Ne -> ^252_102No + 4 ^1_0n}}}
El 1966 aconseguiren sintetitzar el nobeli 254 bombardejant amb cations de nitrogen 15 un blanc d'àtoms d'americi 243 i demostrar-ho amb proves fermes amb la reacció:
{\displaystyle {\ce {^243_94Am + ^15_7N -> ^254_102No + 4 ^1_0n}}}
També sintetitzaren el nobeli 253 i el nobeli 252 bombardejant nuclis de plutoni 242 i 239 amb cations d'oxigen 16 i oxigen 18. L'equip rus anomenà el nou element joliotium, símbol Jo, en honor del físic francès Frédéric Joliot (1900-1958), Premi Nobel de Química l'any 1935 juntament amb la seva esposa Irène Joliot-Curie (1896-1956) pel descobriment de la radioactivitat artificial, i destacat membre actiu del Partit Comunista Francès.
El 1966 l'equip de Berkeley per la seva sintetitzà també nous isòtops i proposaren conservar el nom nobeli proposat per l'equip de l'Institut Nobel. S'inicià així una disputa entre els equips soviètic i estatunidenc per la primacia del descobriment i pel nom del nou element químic. El 1997 la Unió Internacional de Química Pura i Aplicada admeté que el laboratori soviètic havia estat el primer a sintetitzar el nobeli, però optà per mantenir el nom nobeli i el símbol No que ja havien estat aprovats. Per reconèixer el treball de l'equip rus de Dubnà anomenaren a l'element de Z = 105 dubni, que també havia estat descobert per ells.

## Obtenció
Actualment, els isòtops que se sintetitzen per a realitzar estudis científics empren reaccions de fusió nuclear amb elements més fàcilment obtenibles, estables i no radioactius o amb poca activitat radioactiva. Així, per exemple, els isòtops nobeli 252 i nobeli 254 s'obtenen bombardejant blancs de plom amb cations de calci segons les reaccions:{\displaystyle {\ce {^206_82Pb + ^48_20Ca -> ^252_102No + 2 ^1_0n}}}{\displaystyle {\ce {^208_82Pb + ^48_20Ca -> ^254_102No + 2 ^1_0n}}}

## Propietats

### Propietats físiques
Dels isòtops del nobeli que s'han produït, el nobeli 259 (període de semidesintegració t½ = 58 minuts) és el més estable. Tanmateix, el nobeli no ha pogut ser preparat en estat massiu per la qual cosa algunes de les seves propietats encara són estimades. Així, es considera que ha de ser un sòlid argentat, amb una estructura tipus cúbica centrada en les cares, una densitat aproximada de 9,9 g/cm³ i un punt de fusió de 827 °C. La recent determinació del seu primer potencial d'ionització, 6,626 eV, ha permès confirmar la configuració electrònica: [Rn] 5f147s2.

### Propietats químiques
Utilitzant rastres d'aquest isòtop, els radioquímics han demostrat que el nobeli existeix en una dissolució aquosa tant en els estats d'oxidació +2 com +3. Els experiments de cromatografia i coprecipitació amb bescanvi catiònic demostraren de manera concloent que l'estat +2 és més estable que l'estat +3, un efecte més pronunciat del que es preveia en comparació amb l'element lantanoide homòleg, l'itri (Z = 70). Així, el catió nobeli(+2) és químicament similar als cations dels elements alcalinoterris estronci, bari i radi. La tendència a formar complexos de coordinació d'aquest catió nobeli(+2) amb citrat, acetat i oxalat és molt semblant a la de l'estronci. El metall nobeli no s'ha aconseguit aïllar, però s'ha previst que les seves propietats també són similars a les dels metalls alcalinoterris i a l'europi. El potencial de reducció de nobeli(+3) a nobeli(+2) s'ha calculat que és E°(No3+/No2+) = 1,45 V.

## Isòtops
S'han identificat vint isòtops i isòmers nuclears del nobeli, amb nombres màssics compresos entre 248 i 264. El nobeli 255 el que té un període de semidesintegració més llarg (t½ = 3,52 min) i es desintegra per captura electrònica en un 70 % dels casos donant l'isòtop mendelevi 255, i per desintegració α en el 30 % en els restants, generant fermi 251. Les reaccions són:
{\displaystyle {\ce {^255_102No + ^0_{-1}e -> ^255_101Md}}}{\displaystyle {\ce {^255_102No -> ^251_100Fm + ^4_2He}}}
Altres isòtops i els seus períodes de semidesintegració són: nobeli 254 (t½ = 55 s), nobeli 252 (t½ = 2,3 s), nobeli 257 (t½ = 25 s).
La majoria dels isòtops coneguts del nobeli apareixen en les cadenes de desintegració d'elements amb nombres atòmics superiors i parells. Aquests elements són extremadament inestables i es van desintegrant per emissió de partícules α, una rere l'altra, produint tot un seguit d'isòtops d'elements de nombres atòmics inferiors. Per exemple, l'element amb nombre atòmic més alt que s'ha sintetitzat és l'oganessó (Z = 118), l'isòtop oganessó 293 es desintegra segons les següents reaccions que passen pel nobeli 261:
{\displaystyle {\ce {^{293}_{118}Og\xrightarrow {-\alpha } \,_{116}^{289}Lv\xrightarrow {-\alpha } \,_{114}^{285}Fl\xrightarrow {-\alpha } \,_{112}^{281}Cn\xrightarrow {-\alpha } \,_{110}^{277}Ds\xrightarrow {-\alpha } \,_{108}^{273}Hs\xrightarrow {-\alpha } \,_{106}^{269}Sg\xrightarrow {-\alpha } \,_{104}^{265}Rf\xrightarrow {-\alpha } \,_{102}^{261}No\xrightarrow {-\alpha } ...}}}